# Erben der Erde
Erben der Erde: Die große Suche (orig. Inherit the Earth: Quest for the Orb) ist ein 1994 erschienenes Point-and-Click-Adventure. Entwickelt wurde es von The Dreamers Guild, die englische Version wurde durch New World Computing, die deutsche durch Softgold vertrieben.

## Handlung
In einer fernen Zukunft sind die Menschen ausgestorben und die Erde ist von sprechenden, anthropomorphen Tieren bevölkert, die ein etwa dem menschlichen Hochmittelalter entsprechendes Zivilisationsniveau erreicht haben und in Stämmen organisiert sind. Dem Fuchs Rif wird der Diebstahl der „Sturmkugel“ zur Last gelegt, einer Hinterlassenschaft der Menschheit, mit der das Wetter vorausgesagt werden kann. Um seine Unschuld zu beweisen und seine Freundin Rhene zu befreien, die solange gefangen gehalten wird, macht er sich mit dem Keiler Okk und dem Elch Eeah, die ihm als Aufpasser mit auf den Weg gegeben werden, auf die Suche nach der Kugel. Sie stoßen bei ihrer Suche, die sie durch die „Bekannte Länder“ genannte Spielwelt führt, auf Spuren der Menschen, meist ihre Bauten, aber auch auf andere Kugeln, die sich im Besitz verstreuter und sich einander bekämpfender Stämme befinden und unterschiedliche Kräfte beinhalten. Es stellt sich heraus, dass der Waschbär Chota die Sturmkugel gestohlen hat, um mit ihrer Hilfe die Bekannten Länder zu beherrschen. Es gelingt dem Trio, Chota unschädlich zu machen, wobei die Sturmkugel verloren geht. Zurück in den Bekannten Ländern gelingt es Rif, die Stämme der Tiere zu vereinen, indem er ihnen darlegt, dass Kooperation aller Tiere die Macht der Kugeln unnötig mache.

## Spielprinzip und Technik
Erben der Erde ist ein Point-and-Click-Adventure. Das ganze Fabel-Adventure erstrahlt dabei in einem Trickfilm-ähnlichen Look. Viele der insgesamt über 300 Räume sind in üblichem Adventure-Stil gestaltet. Das Spiel wird ausschließlich mit der Computermaus gesteuert. Die Rätsel gelten im Vergleich zu anderen Adventure-Spielen als nicht allzu schwierig.

## Produktionsnotizen
Es sollte ursprünglich eine Trilogie werden, wurde dann abgeändert auf die aktuelle Fassung. Während des Produktionsprozesses wurde das ursprünglich etwas düsterere Design in Richtung einer eher kindgerechten Gestaltung verändert. Das englischsprachige Original wurde für DOS entwickelt und auch auf den Mac portiert. In Deutschland kam das Spiel in einer synchronisierten Fassung im Dezember 1994 zunächst als DOS-Version heraus und wurde dann in Deutschland für den Commodore Amiga portiert und veröffentlicht. Die Installation benötigte einen für damalige Verhältnisse recht großen freien Festplattenplatz von 15 Megabyte. Kommerziell brachte die DOS-Version nicht den erhofften Erfolg ein.
Die kartonierten Erstauflagen sind heute relativ rar. Weite Verbreitung erhielt das Spiel durch eine Neuauflage in dem Magazin „Bestseller Games“ – Ausgabe 10 aus dem Trend Verlag (300.000 Exemplare) im Jahre 1996. Nachdem Joe Pearce den ScummVM-Entwicklern Einblick in den Quelltext des Spiels gewährte, unterstützt ScummVM das Spiel in den Versionen für MS-DOS, Linux, Mac OS, Mac OS X und Windows. Die Amiga- und CD32-Versionen werden nicht unterstützt.
Joe Pearce, ein Mitbegründer von The Dreamers Guild, veröffentlichte mit seiner neuen Firma The Wyrmkeep Entertainment Portierungen der englischsprachigen Version für Linux, Mac OS X und Windows, nachdem er 2002 nach langer Verzögerung die Rechte am Spiel bekam. Laut Pearce diente die Neuauflage der Finanzierung für einen geplanten Nachfolger. Im Januar 2013 startete Wyrmkeep Entertainment eine Crowdfunding-Kampagne auf der Plattform Kickstarter, um Geld für die Produktion des Spiels aufzutreiben. Nach nur neun Tagen wurde die Kampagne wegen ausbleibender Finanzierungsbeiträge abgebrochen. Im Juli 2014 startete Wyrmkeep eine weitere Crowdfunding-Kampagne auf Kickstarter, die genauso erfolglos war. Im März 2015 eröffnete Joe Pearce ein Konto auf der Crowdfunding-Plattform Patreon und wirbt seitdem dort Gelder für die Produktion des Nachfolgers Inherit the Earth: Sand and Shadows ein. Laut Pearce ist das Spiel noch in der Entwicklung; ein letztes Update zum Fortschritt erfolgte im Mai 2019.

## Rezeption
Die ASM sah bei der Technik des Spiels Anleihen an LucasArts-Adventures und beim Setting des Spiels Anleihen an Orwells Farm der Tiere. Das Magazin lobte das Adventure als „originell, spannend und (...) witzig“, kritisierte aber die altbacken wirkende Grafik, den an manchen Stellen in „ziemlich trostloses Gedudel“ abdriftenden Soundtrack und die geringe Eigenständigkeit der Spieloberfläche.